# Åby socken
För andra betydelser, se Åby socken (olika betydelser).
Åby socken i Småland ingick i Norra Möre härad, ingår sedan 1971 i Kalmar kommun och motsvarar från 2016 Åby distrikt i Kalmar län.
Socknens landareal är 126,58 kvadratkilometer, varav land 125,71. År 2000 fanns här 1 748 invånare. Orten Nickebo samt tätorten Läckeby med sockenkyrkan Åby kyrka ligger i socknen.

## Historia

### Förhistoria
På stenåldern för ca 8 000 år sedan gick kustlinjen i höjd med Läckebyån, och det finns två större ansamlingar av tidstypiska bosättningar; En vid Mokällebäcken norr om Skammelstorp och den andra kring Norra Förlösa. Dessutom finns spridda stensättningar norr om Läckebyån väster om Läckeby. Ett dominerande fynd är trindyxan, och 278 trindyxor har hittats i socknen. Totalt har 18 boplatser från äldre stenåldern identifierats i Åby socken. Från yngre stenåldern (4000–1800 f.Kr.) finns lämningar av odling och husdjursskötsel. I Bäckebo nordväst om Åby finns gravhögar från bronsåldern (1800–500 f.Kr.). Det finns betydligt färre fynd från järnåldern (500 f.Kr.–1000), och en sannolik förklaring är det betydligt bistrare klimatet i regionen som följde bronsåldern. Från äldre järnåldern finns fynd av eldslagningssten, och från yngre järnåldern (vikingatiden) finns huvudsakligen några yxor och pärlor.

### Skogsbranden 1650–1652
Under ett svedjebruk 1650 på Åby prästgårds ägor spred sig elden på grund av hård vind. Elden drabbade stora ytor och slocknade inte förrän 1652. Gårdar brändes ner i Koppartorp och Alebo, och Madesjö kyrka och Örsjö kapell brann ner. På vägen mellan Madesjö kyrka och Södra Sävsjö omringades ett dopsällskap på sju personer av elden och brändes till döds.

### Bygdens kristnande
En runsten beskriver att det fanns kristna familjer i bygden på 1000-talet, och det är sannolikt att det även fanns en liten träkyrka. På 1100-talet uppfördes en stenkyrka med ett 30 m högt torn i fem våningar som även hade skottöppningar och var en del i bygdens försvar. Kyrkan förstördes 1611 av danskarna, och 1774 uppfördes Åby kyrka på samma plats.

### Administrativ historik
Åby socken har medeltida ursprung. I skriftliga källor nämns 'Aby' socken första gånge 1318 (DS 2174). 1733 bröts Bäckebo socken ut.
Vid kommunreformen 1862 övergick socknens ansvar för de kyrkliga frågorna till Åby församling och för de borgerliga frågorna till Åby landskommun. Landskommunen bildade 1952 Läckeby landskommun som uppgick 1971 i Kalmar kommun.
1 januari 2016 inrättades distriktet Åby, med samma omfattning som församlingen hade 1999/2000.  
Socknen har tillhört samma fögderier och domsagor som Norra Möre härad. De indelta soldaterna tillhörde livkompaniet i Kalmar regemente samt var båtsmän i Smålands båtsmanskompani

## Geografi
Åby socken ligger norr om Kalmar och består av odlingsbygd med skogsmark i väster.

## Fornminnen
Cirka 20 boplatser från stenåldern har påträffats. Dessutom några rösen från bronsåldern och någr få järnåldersgravfält.

## Namnet
Namnet (1318 Aby), taget från kyrkbyn, betyder bebyggelsen vid ån.